# Nikita (televíziós sorozat)
A Nikita 2010-ben indult amerikai akciósorozat, Luc Besson azonos című 1990-es filmjének televíziós feldolgozása. 
Az Amerikai Egyesült Államokban 2010. szeptember 9-én debütált  The CW csatornán. Magyarországon a VIASAT3 és Viasat 2 sugározza.

## Epizódok listája
| Évad | Évad | Epizódok | Eredeti sugárzás     | Eredeti sugárzás   | Magyar sugárzás | Magyar sugárzás |
| Évad | Évad | Epizódok | Évadpremier          | Évadfinálé         | Évadpremier     | Évadfinálé      |
| ---- | ---- | -------- | -------------------- | ------------------ | --------------- | --------------- |
|      | 1    | 22       | 2010. szeptember 9.  | 2011. május 12.    |                 |                 |
|      | 2    | 23       | 2011. szeptember 23. | 2012. május 18.    |                 |                 |
|      | 3    | 22       | 2012. október 19.    | 2013. május 17.    |                 |                 |
|      | 4    | 6        | 2013. november 22.   | 2013. december 27. |                 |                 |

## Fordítás
- Ez a szócikk részben vagy egészben  a   Nikita (TV series) című angol Wikipédia-szócikk fordításán alapul.  Az eredeti cikk szerkesztőit annak laptörténete sorolja fel. Ez a jelzés csupán a megfogalmazás eredetét és a szerzői jogokat jelzi, nem szolgál a cikkben szereplő információk forrásmegjelöléseként.